# Iver Holter

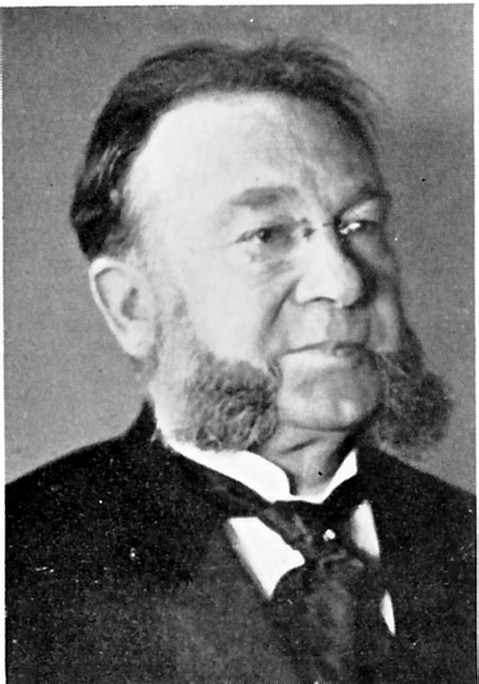
Iver Holter

Iver Holter (* 13. Dezember 1850 in Østre Gausdal; † 27. Januar 1941 in Oslo) war ein norwegischer Komponist.
Holter studierte 1869 bis 1876 Medizin in Kristiania und nahm daneben Unterricht in Kontrapunkt bei Johan Svendsen. Bis 1879 studierte er am Konservatorium in Leipzig, danach bis 1881 in Berlin. 1882 wurde er als Nachfolger von Edvard Grieg Dirigent des Sinfonieorchesters Harmonien in Bergen, ab 1886 war er Dirigent der Musikvereins von Kristiania. Daneben unterrichtete er Musiktheorie und wirkte als Musikjournalist.
Holter komponierte eine Sinfonie, eine Orchestersuite zu Goethes Götz von Berlichingen, Idyllen für Orchester, Klavierstücke und Lieder.
| Personendaten    | Personendaten          |
| ---------------- | ---------------------- |
| NAME             | Holter, Iver           |
| KURZBESCHREIBUNG | norwegischer Komponist |
| GEBURTSDATUM     | 13. Dezember 1850      |
| GEBURTSORT       | Østre Gausdal          |
| STERBEDATUM      | 27. Januar 1941        |
| STERBEORT        | Oslo                   |